# المعموق (بعدان)

تعديل مصدري - تعديل

المعموق محلة تابعة لقرية العسلة، التابعة لعزلة دلال بمديرية بعدان إحدى مديريات محافظة إب في الجمهورية اليمنية، بلغ تعداد سكانها 238 حسب تعداد اليمن لعام 2004.